# Miiko Taka
 (avril 2019).
Si vous disposez d'ouvrages ou d'articles de référence ou si vous connaissez des sites web de qualité traitant du thème abordé ici, merci de compléter l'article en donnant les références utiles à sa vérifiabilité et en les liant à la section « Notes et références ».
Pour les articles homonymes, voir Taka (homonymie).
Miiko Taka, née Miiko Shikata le 24 juillet 1925 à Seattle dans l'État de Washington aux États-Unis et morte le 4 janvier 2023 à Las Vegas dans le Nevada, est une actrice américaine d'origine japonaise.

## Biographie
Miiko Shikata naît de parents japonais immigrés à Seattle et grandit à Los Angeles. Lors de la Seconde Guerre mondiale et à la suite du décret présidentiel 9066 signé par Franklin Delano Roosevelt, elle et sa famille sont internés à partir de février 1942 au Gila River War Relocation Center (en), un camp de rétention des Japonais résidant aux États-Unis situé dans l'Arizona. Après la guerre, elle épouse l'acteur américano-japonais Dale Ishimoto (en) (1923-2004).
Alors qu'elle travaille dans une agence de voyage, elle est repérée par un agent d'acteurs à Hollywood pour figurer dans le film Sayonara (1957) de Joshua Logan qui souhaite une actrice inconnue pour le rôle principal aux côtés de Marlon Brando. Ce film lance dès lors sa carrière dans le cinéma américain des années 1960.
En 1963, elle épouse en secondes noces un directeur de rédaction journalistique, Lennie Blondheim, puis après la mort de celui-ci en 2002, se remarie l'année suivante avec Reginald Hsu.
Elle meurt le 4 janvier 2023 et est enterrée au Rose Hills Memorial Park (en) en Californie.

## Filmographie sélective
- 1957 : Sayonara de Joshua Logan : Hana-Ogi
- 1960 : Saipan (Hell to Eternity) de Phil Karlson : Ester
- 1961 : Opération Geishas (Cry for Happy) de George Marshall : Chiyoko
- 1964 : Papa play-boy (A Global Affair) de Jack Arnold : Fumiko
- 1965 : Gare à la peinture (The Art of Love) de Norman Jewison : Chou Chou
- 1966 : Rien ne sert de courir (Walk Don't Run) de Charles Walters : Aiko Kurawa
- 1968 : La Guerre des cerveaux (The Power) de Byron Haskin : Mme Van Zandt
- 1973 : Les Horizons perdus (Lost Horizon) de Charles Jarrott : l'infirmière
- 1975 : Le Tigre de papier (Paper Tiger) de Ken Annakin : Mme Kagoyama
- 1982 : À armes égales (The Challenge) de John Frankenheimer : l'épouse de Toru Yoshida